# Подоляко, Владимир Семёнович
Влади́мир Семёнович Подоля́ко (род. 1 мая 1956) — советский белорусский легкоатлет, специалист по бегу на средние дистанции. Выступал на всесоюзном уровне в 1976—1981 годах, чемпион СССР, бывший рекордсмен мира в эстафете 4 × 800 метров, финалист чемпионата Европы в Праге. Представлял Минск и спортивное общество «Трудовые резервы». Мастер спорта СССР международного класса. Тренер по лёгкой атлетике.

## Биография
Владимир Подоляко родился 1 мая 1956 года. Начинал заниматься лёгкой атлетикой в городе Новополоцке Витебской области, затем постоянно проживал в Минске. Проходил подготовку под руководством заслуженного мастера спорта и заслуженного тренера СССР Анатолия Ивановича Юлина, выступал за добровольное спортивное общество «Трудовые резервы».
Впервые заявил о себе в сезоне 1976 года, когда в беге на 800 метров стал четвёртым на соревнованиях в Киеве.
В 1977 году в той же дисциплине одержал победу на соревнованиях в Подольске.
В 1978 году в 800-метровом беге превзошёл всех соперников на Мемориале братьев Знаменских в Вильнюсе, тогда как на всесоюзных соревнованиях «День бегуна» в Подольске вместе с Николаем Кировым, Анатолием Решетняком и Владимиром Малоземлиным установил мировой рекорд в эстафете 4 × 800 метров — 7:08.1. Благодаря череде удачных выступлений вошёл в основной состав советской сборной и удостоился права защищать честь страны на чемпионате Европы в Праге — в финале дисциплины 800 метров с личным рекордом 1:46.24 пришёл к финишу пятым. Также в этом сезоне отметился выступлением на чемпионате СССР в Тбилиси, где с белорусской командой выиграл бронзовую медаль в эстафете 4 × 800 метров.
В 1979 году в беге на 800 метров стал серебряным призёром на домашнем зимнем чемпионате СССР в Минске. На летнем чемпионате страны в рамках VII Спартакиады народов СССР в Москве получил серебро в индивидуальном беге на 800 метров и завоевал золотую награду в эстафете 4 × 800 метров.
В 1980 году в дисциплине 800 метров показал пятый результат на Мемориале Знаменских в Москве.
В 1981 году выиграл 800 метров на соревнованиях в Подольске, победил в эстафете 4 × 800 метров на чемпионате СССР в Москве.
За выдающиеся спортивные достижения удостоен почётного звания «Мастер спорта СССР международного класса».
После завершения спортивной карьеры занялся тренерской деятельностью, работал в Республиканской школе высшего спортивного мастерства в Минске, занимал должность старшего тренера национальной сборной Белоруссии по прыжкам и по эстафетному бегу. Среди его воспитанников такие легкоатлеты как Анна Котенкова, Сергей Соболевский, Татьяна Булойчик, Александр Козич.